# Griswold v. Connecticut
Griswold v. Connecticut ist ein bedeutendes Grundsatzurteil des Obersten Gerichtshofs der Vereinigten Staaten, in dem 1965 erklärt wurde, dass die Verfassung der Vereinigten Staaten das Recht auf Privatsphäre schützt. Anlass für das Urteil war ein Gesetz aus Connecticut, das die Verwendung von Mitteln zur Empfängnisverhütung verboten hatte. Eine Abstimmung mit 7 zu 2 Richterstimmen erklärte dieses Gesetz mit der Begründung für ungültig, da es das Recht auf „Privatsphäre in der Ehe“ verletzte. Damit wurde die Schwangerschaftsverhütung in der Ehe straffrei.
Für unverheiratete Volljährige wurde dieses Recht 1972 in Eisenstadt v. Baird eingeklagt.
1973 wurde in Roe v. Wade auch der Schwangerschaftsabbruch in den USA legalisiert. Am 24. Juni 2022 wurde dieses Urteil im Verfahren Dobbs v. Jackson Women’s Health Organization vom Obersten Gerichtshof für ungültig erklärt, womit wieder Verbote durch die Bundesstaaten möglich wurden. Richter Clarence Thomas schrieb in einem Sondervotum, dass er auch das Urteil Griswold v. Connecticut für ungültig erklären wolle, bekam dafür aber keine Unterstützung von den anderen Richtern.

## Hintergrund
Das betroffene Comstock-Gesetz aus Connecticut, das vom Kongress 1873 verabschiedet worden war, verbot die Verwendung von „jedem Medikament, medizinischem Artikel oder Instrument mit dem Ziel, eine Empfängnis zu verhindern“. Vorherige Versuche, die Rechtmäßigkeit des Gesetzes zu überprüfen, waren gescheitertet.
Im Fall „Tileston v. Ullman“ von 1943 hatte dies ein Arzt mit der Begründung versucht, dass das Verhütungsverbot in bestimmten Situationen das Leben und Wohlbefinden gefährde. Der Oberste Gerichtshof lehnte den Antrag ab, da es dem Kläger nicht zustehe, im Namen seiner Patienten zu klagen. Ein zweiter Versuch – Poe v. Ullman (1961) – wurde von einem Arzt gemeinsam mit Patienten eingebracht. Nun befand der Oberste Gerichtshof, dass es eigentlich keine Kontroverse zu entscheiden gebe, da die Kläger nicht wegen einer Verletzung des Gesetzes verfolgt würden.
Kurz nach dieser Entscheidung prüften Estelle Griswold (Executive Director der Planned Parenthood League von Connecticut) und Dr. C. Lee Buxton (Mediziner und Professor an der Yale School of Medicine) dieses Verhütungsurteil. Im April 1963 hatten  sie eine Geburtskontrollklinik in New Haven eröffnet. Wenige Tage nach Abgabe von Verhütungsmitteln (auch der jungen Antibabypille) wurden sie verhaftet, vor Gericht gestellt und schuldig befunden. Beide sollten je 100 US-Dollar zahlen. Die Verurteilung wurde durch das Berufungsgericht und den Connecticut Supreme Court of Errors aufrechterhalten. Estelle Griswold wandte sich daraufhin an den Obersten Gerichtshof.